# Chronologie comparée des styles architecturaux

## Du VIemillénaire avant J.C. à l'an mille
- Durée : 8 000 ans - Les 1 000 dernières années sont détaillées plus bas

## De l'an mille à 1750
- Durée : 1000 ans - Les 250 dernières années sont détaillées plus bas

## De 1750 à aujourd'hui
- Les 250 dernières années